# Thập niên 580 TCN
Thập niên 580 TCN hay thập kỷ 580 TCN chỉ đến những năm từ 580 TCN đến 589 TCN.